# Vox populi vox Dei
Vox pópuli vox Déi („Глас народен — глас божи“) е известна латинска поговорка. Авторството на тази крилата фраза често невярно се приписва на английския историк от 12 век Уилям Малмсберийски.

Пълният римски израз гласи 
| „ | Vox unius, vox nullius, vox pópuli, vox Déi | “ |

, т.е. „Гласът на едного е глас на никого, глас народен — глас Божи“.
Друга общоизвестна употреба на тази сентенция се намира в посланието на известния учен от 8 век Алкуин към бъдещия император Карл Велики. Писмото датира от 798 г. и съдържа следния цитат на латински:
Nec audiendi qui solent dicere, Vox populi, vox Dei, quum tumultuositas vulgi semper insaniae proxima sit.
В превод би звучало като:
И хората не трябва да се вслушват в тези, които казват, че гласът на народа е глас божи, тъй като необуздаността на тълпите винаги граничи с безумие. 